# Neulliac
Neulliac är en kommun i departementet Morbihan i regionen Bretagne i nordvästra Frankrike. Kommunen ligger i kantonen Cléguérec som tillhör arrondissementet Pontivy. År 2022 hade Neulliac 1 476 invånare.

## Befolkningsutveckling
Antalet invånare i kommunen Neulliac
| Referens: INSEE |